# Autobusové nádraží Sarajevo

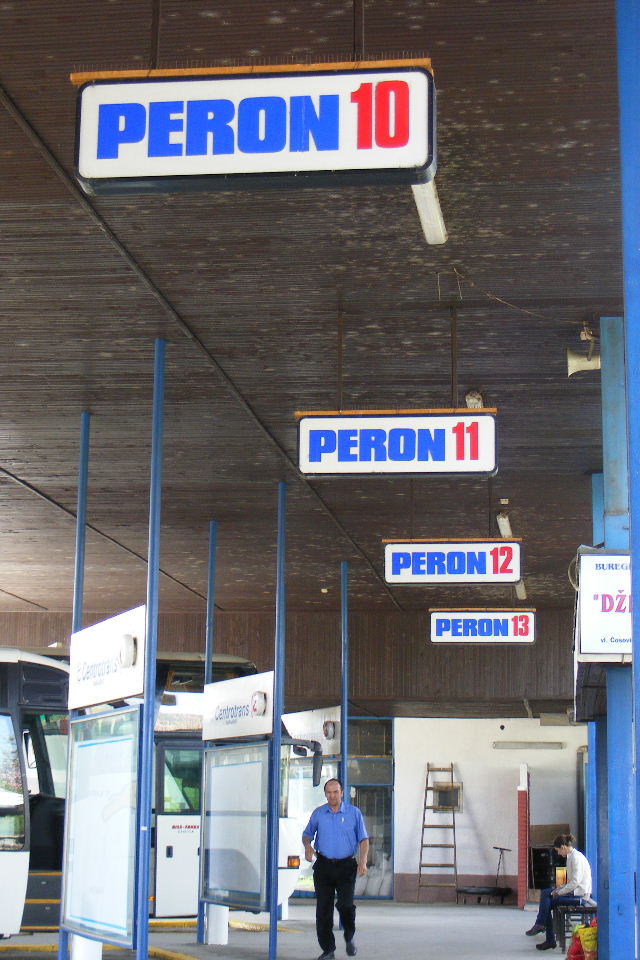
Nástupiště na autobusovém nádraží.

Autobusové nádraží Sarajevo (bosensky Autobuska stanica Sarajevo) je hlavní autobusové nádraží pro uvedené hlavní město Bosny a Hercegoviny. Je umístěno západně od železniční stanice, a to na třídě Put života.
Jedná se o dopravně jednu z nejvytíženějších autobusových stanic v Bosně a Hercegovině, která odbaví denně vyšší stovky spojů.

## Historie
Po druhé světové válce se zvýšil počet cestujících autobusy v bosenské metropoli. Dočasně bylo využíváno prostranství před železničním nádražím a jízdenky byly prodávány rovněž v nádražní budově. Tato situace se ukázala být dlouhodobě nevyhovující a neudržitelná, proto v roce 1964 začala dopravní společnost Centrotrans, která provozovala meziměstské spoje v Bosně zabývat otázkou nového nádraží. Nakonec z praktických důvodů padlo rozhodnutí jej umístit poblíž železniční stanice.
Současná autobusová stanice byla zprovozněna dne 6. dubna 1968. Od té doby stanice slouží veřejnosti. Téměř nezničena přečkala Obléhání Sarajeva a válku v 90. letech 20. století.
V roce 2007 městská část Novo Sarajevo ve svém plánu pro rozvoj uvedené lokality počítala s výstavbou nové stanice, nicméně toto nebylo nikdy uskutečněno. A to i přesto, že samospráva přestavbu schválila. V roce 2022 jí zasáhl požár.